# Tomb Raider: The Last Revelation
Tomb Raider: The Last Revelation – komputerowa przygodowa gra akcji wyprodukowana przez Core Design, wydana w 1999 roku przez Eidos Interactive na Windowsa i PlayStation, a rok później na Dreamcasta i Mac OS-a. Czwarta odsłona serii Tomb Raider, w której archeolog i poszukiwaczka przygód Lara Croft próbuje uwięzić egipskiego boga Seta po tym, jak nieopatrznie doprowadziła do jego uwolnienia. Gracz osiąga postępy poprzez kończenie kolejnych poziomów, co wymaga rozwiązywania zagadek, zaliczania wyzwań platformowo-zręcznościowych i pokonywania wrogów.
Proces produkcji The Last Revelation rozpoczął się w 1998. Ponieważ twórcy wydawali kolejne części corocznie od 1996 i byli zmęczeni zarówno serią, jak i postacią, postanowili uśmiercić Larę w finale gry. Chociaż całość powstała na tym samym silniku, co poprzednie odsłony, ponownie został on znacząco usprawniony, co pozwoliło na stworzenie lepszej oprawy wizualnej czy zaprogramowanie inteligentniejszych przeciwników. Wersja na Dreamcasta powstała po wygaśnięciu kilkuletniej umowy na wyłączność, jaką w 1997 Eidos podpisał z Sony. Muzykę do gry napisał Peter Connelly, który zastąpił dotychczasowego kompozytora Nathana McCree.
The Last Revelation spotkało się z ogólnie pozytywnym odbiorem ze strony recenzentów, którzy uznali grę za powrót serii do formy, wskazując jednak na brak znaczących nowości w rozgrywce; część krytyków uznała wprost, że seria stanęła w miejscu i przestała się rozwijać. Port na Dreamcasta spotkał się z krytyką, przede wszystkim ze względu na znacznie gorszą wydajność względem pozostałych platform. Do 2009 gra sprzedała się w ponad pięciu milionach egzemplarzy. Pomimo uśmiercenia Lary, Eidos naciskał na kontynuowanie serii, wobec czego studio rozpoczęło prace nad dwiema kolejnymi odsłonami – Tomb Raider: Chronicles przeznaczonym na te same platformy docelowe, co The Last Revelation, i opracowywane z myślą o konsolach szóstej generacji The Angel of Darkness.
W 2024 zapowiedziano, że gra The Last Revelation zostanie wydana w odnowionej wersji w ramach pakietu Tomb Raider IV–VI Remastered. Premierę kompilacji zaplanowano na luty 2025.

## Fabuła
Rok 1984. Nastoletnia Lara Croft i jej mentor, Werner von Croy, poszukują artefaktu w Angkor Wat. Profesor aktywuje pułapkę, zmuszając Larę do ucieczki i pozostawienia go. W roku 1999 Lara bada grobowiec Seta, w którym według podań uwięziony ma być rzeczony bóg. Kiedy odnajduje legendarny Amulet Horusa, zostaje zdradzona przez swojego przewodnika, potajemnie pracującego dla von Croya, i nieumyślnie doprowadza do uwolnienia Seta. Wraz ze swoim znajomym, Jeanem-Yves’em, udaje się do ruin pod Karnakiem i dociera do grobowca Semercheta – sojusznika Horusa, będącego wrogiem Seta.
Semerchet, przewidując przed tysiącami lat taki obrót wydarzeń, pozostawił instrukcje odnośnie do tego, jak na przełomie tysiącleci przywołać na świat Horusa za pomocą jego zbroi i amuletu. Artefakt zostaje wykradziony przez von Croya, a Lara i Jean-Yves wyruszają w pogoń za nim i jego poplecznikami. W pałacu Kleopatry w Aleksandrii odnajdują zbroję, jednak Jean-Yves zostaje porwany przez von Croya, który chce wymienić go za artefakt. W drodze do Kairu, gdzie ma dojść do wymiany, profesor zostaje opętany przez Seta.
Lara dociera do Kairu, opanowanego przez siły Seta. Z pomocą Azizasa, sierżanta armii egipskiej, gromadzi ładunki wybuchowe niezbędne do zabicia olbrzymiego węża blokującego drogę do Cytadeli Kairskiej. Azizas poświęca się, prowadząc wypełnioną materiałami wybuchowymi ciężarówkę, dzięki czemu Larze udaje się uratować Jeana-Yves’a. Następnie ściga von Croya do krypt krzyżowców pod cytadelą, żeby odzyskać tabliczkę z inkantacją niezbędną do spętania Seta. Egipski bóg proponuje Larze, żeby przystąpiła do niego, ta jednak odmawia i odzyskuje amulet. Następnie udaje się pod piramidę Cheopsa i rozpoczyna rytuał przywołania Horusa, który zostaje przerwany przez Seta, jednak Larze udaje się uwięzić go pod piramidą za pomocą amuletu. Wykończona i ranna ucieka z walącej się świątyni, u wyjścia widząc czekającego na nią von Croya. Nie mając pewności, czy profesor jest naprawdę sobą, Lara odmawia podania mu ręki, żeby mógł ją uratować. Von Croy, nie mogąc dłużej czekać, ucieka, pozostawiając ją własnemu losowi.

## Rozgrywka
Tomb Raider: The Last Revelation jest przygodową grą akcji, w której gracz wciela się w archeolog i poszukiwaczkę przygód Larę Croft przemierzającą starożytne ruiny i grobowce w poszukiwaniu prastarych artefaktów. Pierwsze dwa poziomy, stanowiące samouczek, rozgrywają się w Kambodży, a kolejne osadzone zostały w różnych miejscach w Egipcie. Poziomy podzielone są na strefy, a żeby osiągnąć postępy w fabule niekiedy konieczne jest wracanie do zwiedzonych już wcześniej obszarów. Podobnie jak w poprzednich odsłonach, wydarzenia w grze przedstawiane są z perspektywy trzeciej osoby. Czynnością kluczową do ukończenia poziomów jest rozwiązywanie rozsianych po nim zagadek, polegających albo na pociągnięciu za odpowiednie dźwignie, albo na odnalezieniu niezbędnych dla fabuły przedmiotów. W niektórych miejscach Lara może korzystać z jeepa lub motocykla z bocznym wózkiem.
W The Last Revelation zachowano stosowane w poprzednich częściach sterowanie typu tank controls, w którym gracz kontroluje ruch względem pozycji postaci, a nie perspektywy kamery. Lara może biegać, chodzić, przesuwać określone przedmioty, ręcznie obracać kamerą w celu lepszego rozeznania się w otoczeniu, wspinać się, chodzić w zwisie, czołgać się przez wąskie przestrzenie, wykonywać przewroty i przeskakiwać przez rozpadliny. Wśród ukrytych czynności, jakie może wykonać postać, znajdują się obrót podczas skoku, skakanie z dużej wysokości do wody i stawanie na rękach. W głębokich akwenach Lara może pływać pod wodą, mając jednak do dyspozycji ograniczoną ilość tlenu, który musi uzupełniać wypływając na powierzchnię, żeby nie utonąć. W płytszej wodzie może jedynie brodzić lub skoczyć w górę. Wśród nowych ruchów znajdują się m.in. wspinanie się po rurach i linach, bujanie się na linach umożliwiające przekroczenie rozpadlin, używanie celownika broni i wspinanie się po ścianach. Lara może także wejść w interakcję z niektórymi elementami środowiska, takimi jak chociażby pochodnie.
W określonych miejscach poszczególnych poziomów pojawiają się wrogowie, których Lara musi wyeliminować. Jej podstawową bronią są dwa pistolety z nieograniczoną amunicją, a poza nimi znaleźć może także strzelbę, uzi, wyrzutnię rakiet i kuszę. Bronie niepodstawowe zużywają amunicję, a niektóre mają alternatywne tryby prowadzenia ognia, skuteczne przeciwko różnym rodzajom przeciwników. Gracz może przełączać się pomiędzy ręcznym a automatycznym trybem celowania, a niektóre bronie można wyposażyć w celownik laserowy, co przełącza widok na pierwszoosobowy i umożliwia dokładniejsze celowanie. Przemierzając poziomy Lara może znaleźć przedmioty niezbędne do ich ukończenia bądź ułatwiające eksplorację, takie jak lornetki pozwalające dostrzec, co znajduje się w oddali, łomy wykorzystywane do oddzielania przedmiotów od powierzchni, do których są przytwierdzone bądź otwierania drzwi, flary oświetlające ciemne miejsca, jak również apteczki przywracające zdrowie. W grze wprowadzono nowy widok ekwipunku – podczas gdy w poprzednich odsłonach przedmioty przedstawiano na okręgu, w The Last Revelation zastosowano poziome przewijane menu, pozwalające łączyć przedmioty i przełączać się pomiędzy różnymi rodzajami amunicji.

## Proces produkcji
Proces produkcji The Last Revelation rozpoczął się w połowie 1998 i początkowo przebiegał równolegle do prac nad Tomb Raider III. Core Design wydawało wówczas nową odsłonę serii co roku, czego po sukcesie pierwszej gry w 1996 domagał się Eidos Interactive. Konieczność pracowania ciągle nad tym samym materiałem i rygorystyczne terminy narzucane przez wydawcę prowadziły do fizycznego i psychicznego wyczerpania twórców, którym dodatkowo kończyły się pomysły na to, co jeszcze mogą zrobić, żeby seria dalej sprawiała wrażenie rozwijającej się. Ponieważ Eidos zapewniał zespołowi dużą swobodę nad kreatywnymi aspektami projektu, twórcy potajemnie postanowili uśmiercić Larę i zakończyć serię. Opracowany w ciągu dwóch tygodni plan udało się utrzymać w tajemnicy na tyle długo, że kiedy został odkryty przez kierownictwo, niemożliwe było już wprowadzenie zmian, ponieważ wiązałoby się to z niedotrzymaniem terminu premiery. Jeremy Heath-Smith, prezes Core Design, dowiedziawszy się o planach pracowników zrugał ich, ci jednak byli zadowoleni z perspektywy uśmiercenia postaci.
Pomysły na historię przedstawioną w grze zebrali Andrew Sandham, Pete Duncan, Kieron O’Hara i Richard Morton, a scenariusz napisali Sandham wraz z Hope Caton. Tytuł gry i jej ogólny zarys fabularny nawiązuje do pragnienia zespołu, żeby gra była dla serii czymś nowym, niczym tytułowa „rewelacja”. Początkowo zespół zapoznał się z książkami o starożytnych cywilizacjach, na podstawie czego zaprojektowano poziomy, a ostatecznie Sandham napisał fabułę, która spaja ze sobą te elementy. Sandham objął funkcję głównego scenarzysty, ponieważ nikt inny nie chciał podjąć się tego zadania. Dzięki ograniczeniu odwiedzanych przez Larę miejsc do jednego kręgu kulturowego twórcy nie musieli rozmieniać fabuły na drobne, co pozwoliło lepiej skoncentrować się na bogatej mitologii regionu, z której zaczerpnięto chociażby przeciwników i miejscówki. Chociaż rozwiązanie takie było korzystne dla scenarzystów, stanowiło wyzwanie dla działu artystycznego, ponieważ bardzo mocno ograniczało paletę kolorów i różnorodność tekstur, jakie mogli zastosować. Pierwotnie planowano, że twórcy wybiorą się na wycieczkę do Egiptu, żeby zebrać dane pomocne do realistycznego przedstawienia go w grze, jednak ze względu na napięte terminy pomysł ten zarzucono, a materiały zgromadzono na podstawie wystawy egipskiej w Muzeum Brytyjskim i książek z ilustracjami.
Zamiarem scenarzystów było przedstawienie prostej i jednoznacznej historii, chociaż w trakcie produkcji wprowadzono pewne zmiany w fabule. We wczesnej wersji scenariusza Sandhama Lara miała zostać w finale zdekapitowana, co jednoznacznie ucięłoby spekulacje odnośnie do tego, czy przeżyła, jednak kierownictwo Core Design sprzeciwiło się temu rozwiązaniu i nakazało zmienienie go. Sandham przyznał, że planowanie zabicia Lary było dla twórców doświadczeniem oczyszczającym, chociaż zespół przypuszczał, że wydawca pomimo tego wymusi stworzenie kolejnej gry. Twórcy porównali relację Lary i Jeana-Yves’a do tej pomiędzy Foksem Mulderem a Daną Scully w Z Archiwum X. Sama postać Jeana-Yves’a wzbudziła kontrowersje, ponieważ niezamierzenie nawiązała do francuskiego archeologa Jeana-Yves’a Empereura. Eidos, otrzymawszy skargę od Empereura, przeprosił go za ukazanie w grze postaci, która może kojarzyć się z nim, i postanowił, że nie pojawi się ona w kontynuacjach.
Atmosfera i projekt łamigłówek celowo nawiązywały do założeń projektowych pierwszego Tomb Raider, ponownie polegając przede wszystkim na rozwiązywaniu zagadek, a nie przemierzaniu rozległych poziomów w poszukiwaniu kluczy, jak miało to miejsce w poprzednich kontynuacjach. Całkowicie przeprojektowano niektóre elementy, takie jak menu interfejsu użytkownika czy początkowy poziom pełniący funkcję samouczka, żeby gra sprawiała wrażenie nowego otwarcia dla graczy. Poza nowymi ruchami Lary usprawniono także te już istniejące, żeby postać płynniej reagowała na wciskane przez gracza przyciski. System celowania rozbudowano poprzez dodanie możliwości zablokowania celownika na przeciwniku znajdującym się w polu widzenia postaci i przełączania się pomiędzy nimi. Ponownie usprawniono sztuczną inteligencję wrogów, którzy zachowują się bardziej realistycznie, lepiej reagując na to, co dzieje się wokół nich i stosując proste strategie. Dużym wyzwaniem dla twórców było zaprojektowanie sztucznej inteligencji Jeana-Yves’a – towarzysze byli wówczas stosunkowo rzadko spotykani w grach, a zespół musiał zdążyć z wprowadzeniem tej nowości przed narzuconą odgórnie premierą. Pierwotnie rozważano także dodanie trybu wieloosobowego, jednak zrezygnowano z niego, ponieważ zrealizowanie go wymagałoby zbyt dużo czasu i zasobów, których Core Design nie miało. Z tego samego powodu w grze nie pojawia się posiadłość Croftów, w poprzednich odsłonach pełniąca funkcję poziomu instruktażowego, a zamiast tego elementy samouczka zintegrowano z dwoma pierwszymi poziomami w Kambodży.
Chociaż Tomb Raider: The Last Revelation powstał na tym samym silniku, co trzy poprzednie części, zespół rozbudował go i przepisał tak bardzo, jak tylko było to możliwe; szacunkowo na nowo napisano nawet dziewięćdziesiąt procent jego kodu. Umożliwiło to twórcom między innymi stworzenie bardziej realistycznej architektury trójwymiarowej, zwiększenie liczby interaktywnych przedmiotów czy oświetlenia bardziej dostosowującego się do określonych poziomów. Model Lary przeprojektowano, żeby jak najbardziej zamaskować jej wygląd opierający się na kanciastych wielokątach, zwiększono także liczbę jej animacji w przerywnikach filmowych, dzięki czemu może ona mrugać, a ruch ust został zsynchronizowany z wypowiadanymi przez nią kwestiami. Projekt przerywników filmowych, zrealizowanych na silniku gry, dzięki czemu płynnie łączą się z rozgrywką, zainspirowany został filmowym stylem takich gier jak Final Fantasy VII czy Metal Gear Solid.
Podczas gdy poprzednią część opracowywano w pierwszej kolejności z myślą o PlayStation, a następnie przeportowywano ją na Windowsa, podczas prac nad The Last Revelation równolegle tworzono wersje na dwie platformy. Dzięki temu w wydaniu na komputery osobiste możliwe było zastosowanie opcji graficznych i technik niedostępnych na sprzęcie Sony, takich jak chociażby mapowanie wypukłości. Niedługo po premierze gry wygasła umowa, jaką w 1997 roku Eidos podpisał z Sony, na mocy której przez pewien czas kolejne części serii w wersjach konsolowych miały ukazywać się wyłącznie na PlayStation. Po jej zakończeniu Core Design postanowiło przenieść Tomb Raider III na Dreamcasta, nową konsolę Segi, chcąc opracować wersję działającą w sześćdziesięciu klatkach na sekundę, z lepszym oświetleniem i funkcjami graficznymi z wydania komputerowego.

### Oprawa dźwiękowa

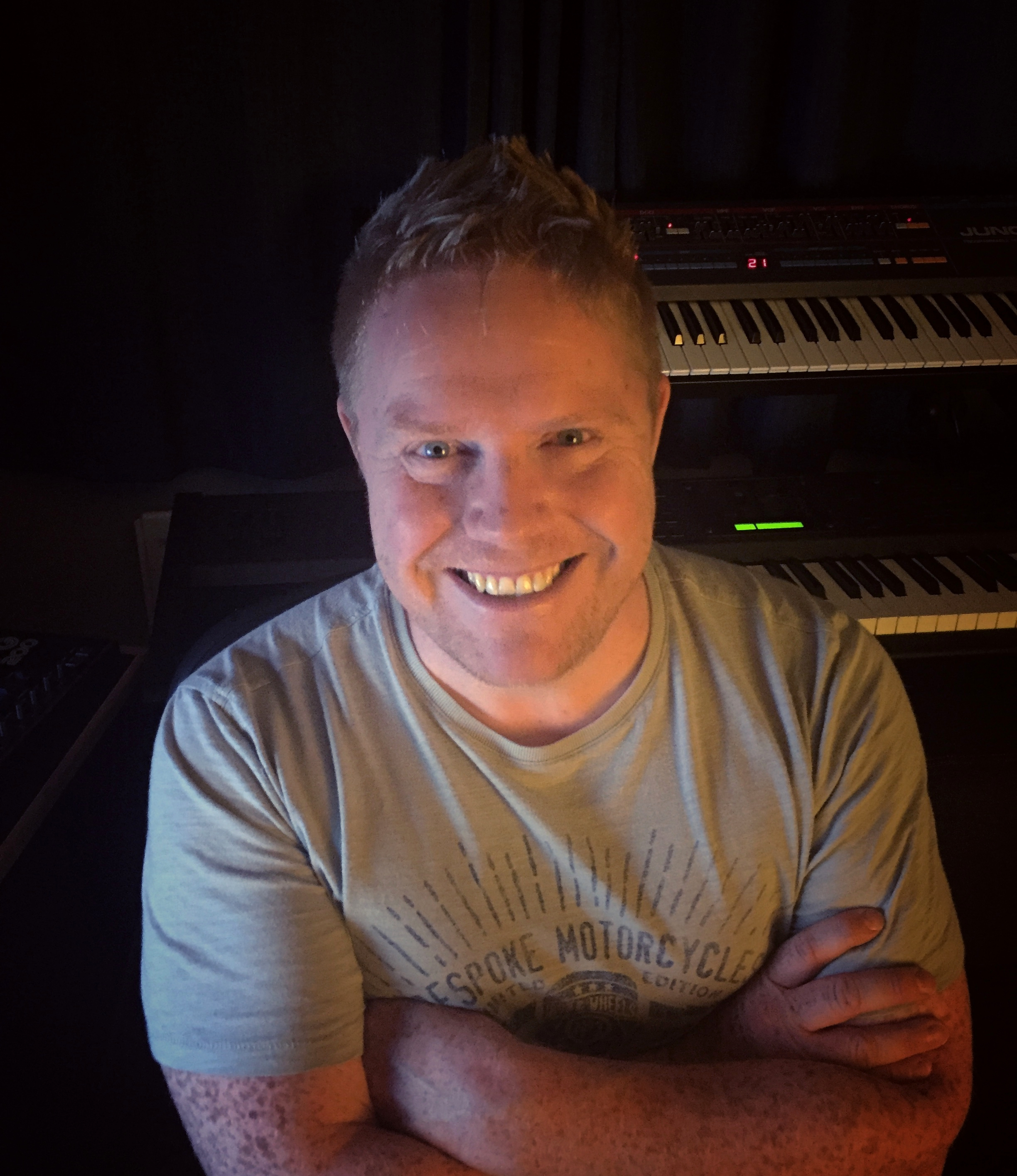
Peter Connelly (2017).

Muzykę do gry napisał Peter Connelly, wcześniej pracujący przy Tomb Raider II nad dodatkowymi efektami dźwiękowymi. Pisząc muzykę, inspirował się oryginalnymi kompozycjami Nathana McCree do poprzednich odsłon, jak również twórczością Johna Williamsa, Danny’ego Elfmana i Hansa Zimmera. Jak stwierdził, utwór przewodni „nagle sam przyszedł mu do głowy”, a jako pierwszy wymyślił otwierający go motyw grany na harfie. Ze względu na osadzenie fabuły gry w Egipcie, Connelly zawarł w niej liczne motywy i wątki nawiązujące do kultury egipskiej, a inspirację czerpał z wczesnych wersji poziomów i ogólnego zarysu fabularnego. Ze względu na ograniczenia czasowe na dysku z grą nie znalazł się motyw towarzyszący walce z finałowym bossem, a zamiast niego wykorzystano skomponowane już utwory. W wersji na Dreamcasta dodano galerię z grafikami, której towarzyszy ścieżka dźwiękowa zmiksowana przez DJ-a i producenta muzycznego Paula Oakenfolda.
Na potrzeby gry na nowo obsadzono Larę Croft – Judith Gibbins, dubbingującą postać w dwóch poprzednich częściach, zastąpiła Jonell Elliott. Elliott już wcześniej miała doświadczenie w dubbingu; jak stwierdziła, w otrzymaniu angażu pomogła jej umiejętność zagrania zarówno dorosłej, jak i nastoletniej Lary. Elliott użyczyła głosu postaci także w dwóch następnych częściach i dopiero w 2006 zastąpiła ją Keeley Hawes.

### Dystrybucja
Pierwsze niepotwierdzone informacje o The Last Revelation pojawiły się w maju 1999. Gra trafiła do sprzedaży 24 listopada tego samego roku w Ameryce Północnej, a w Europie 3 grudnia. Na komputerach osobistych wydano także „Millennium Edition”, poza grą zawierającą także limitowane wydanie komiksu Tomb Raider wydawnictwa Top Cow Productions, pewterową figurkę Lary i karty kolekcjonerskie; wydanie to sprzedawały Eidos, Babbage’s, Software, Etc. i Electronics Boutique. 29 listopada wersję windowsową udostępniono w dystrybucji cyfrowej na Steamie. Premiera wersji na Dreamcasta odbyła się 24 marca 2000 w Europie i dzień później w Ameryce Północnej. W Japonii wersje konsolowe zostały wprowadzone do sprzedaży 19 lipca, a ich dystrybutorem był Capcom. 12 czerwca Aspyr wprowadził do sprzedaży port na Mac OS opracowany przez Westlake Interactive.
Promocja gry, na którą wydawca przeznaczył 5 mln USD, rozpoczęła się w październiku 1999; wiceprezes Eidosu Paul Baldwin stwierdził, że jest to największa kampania marketingowa, jaką do tej pory przeprowadziła firma. Obejmowała ona m.in. reklamy na billboardach w wielu miastach, tematyczne produkty dostępne w licznych sieciach sklepów, płyty z wersją demonstracyjną dołączane do zamówień z Pizzy Hut oraz powiązanie gier z komiksem, którego publikację rozpoczęto niedługo po premierze The Last Revelation. W Wielkiej Brytanii nawiązano współpracę z „The Times”, finansującym wykopaliska archeologiczne, które zaowocowały odkryciem grobowca Tutanchamona. Zaowocowało to zaprojektowaniem specjalnego poziomu, w którym Lara po rozmowie z redaktorem dziennika, sir Peterem Stothardem, wyrusza do Egiptu. Poziom można było pobrać z poświęconej mu strony internetowej. W ramach promocji The Last Revelation oficjalna modelka wcielająca się w Larę Croft – wówczas Lara Weller – na przełomie listopada i grudnia po raz pierwszy odwiedziła także Polskę.
Początkowo gra, podobnie jak poprzednie części, miała doczekać się wydania „Gold” zawierającego nowe poziomy. Ich reżyserem był Phil Campbell, a fabuła miała opowiadać o Larze poszukującej Fontanny Młodości. Prace nad nimi przerwano z nieujawnionych powodów, a Campbell przeniósł się do Quantic Dream, gdzie pomagał w pracach nad Omikron: The Nomad Soul (2000).

## Odbiór
Średnia ocen gry w agregatorze GameRankings wynosi 79% w wersji dla PlayStation na podstawie 18 recenzji, 75% w wersji na Windowsa (23 recenzje) i 62% w wersji na Dreamcasta (22 recenzje). Wspólnym elementem chwalonym przez recenzentów bez względu na platformę była próba ożywienia i unowocześnienia serii oraz powrót do eksplorowania grobowców. Najgorzej ocenione wydanie dreamcastowe krytykowano przede wszystkim za liczne problemy techniczne, jeszcze bardziej uwydatniające toporne sterowanie postacią, będące częstym przedmiotem krytyki już od części pierwszej.
James Price z „Official PlayStation Magazine” wystawił grze maksymalną ocenę, chwaląc ją jako najlepszą odsłonę serii, wskazując na znacznie usprawnioną względem Tomb Raider III oprawę graficzną i rozgrywkę. James Mielke w recenzji dla GameSpotu zauważył, że The Last Revelation nadal nadbudowuje solidne fundamenty, na jakich oparto serię, skrytykował jednak Eidos za „dojenie” jej, co objawia się corocznymi premierami, a skutkuje brakiem ewolucji. Stephen Frost z „Next Generation” zwrócił uwagę na brak innowacji w niektórych aspektach, takich jak sterowanie czy podstawowy projekt rozgrywki, w podsumowaniu stwierdził jednak, że gra jest przyjemna i stanowi udany dodatek do serii. Według Davida Zdyrki z IGN-u The Last Revelation to u podstaw więcej tego samego opartego na sprawdzonym schemacie, w ogólnym rozrachunku jest jednak najlepszą jak dotąd odsłoną serii, która jednak nie ma zbyt wielkich szans na przyciągnięcie do niej nowych fanów. Inny z redaktorów portalu wyraził mniej entuzjastyczną opinię, wskazując na brak innowacji w rozgrywce i silniku, zwracając jednak uwagę na dobrą optymalizację techniczną wersji na komputery osobiste.
Według recenzji „Edge” oprawa graficzna wersji windowsowej mogłaby być lepsza, gdyby ta nie była portem ze słabszego pod względem technicznym PlayStation, a chociaż jest miła dla oka, to niedomaga jako oprawa kontynuacji. Steve Smith z GameSpotu stwierdził, że pod względem technicznym gra jest bardzo solidna, będąc też najlepszą do tamtej pory kontynuacją pierwowzoru, z bardziej spójną historią, dobrze komponującą się z rozgrywką i projektem zagadek. Brytyjski „Official Dreamcast Magazine” pozytywnie ocenił decyzję, żeby seria powróciła na konsole Segi, chwaląc projekt gry i rozgrywkę, zwracając jednak uwagę na przestarzałą oprawę graficzną.
Dean Scott z „Computer and Video Games” wersję na Dreamcasta ocenił ogólnie pozytywnie, krytykując jednak schemat sterowania, prowadzący do zbyt wielu śmierci postaci. Mielke recenzujący wersję na PlayStation wyraził takie samo przekonanie, zauważając, że sprawę jeszcze bardziej komplikują problemy techniczne tego wydania. Jess Lungridan z „Next Generation” wyraziła się negatywnie o porcie na konsolę Segi, stwierdzając, że jej liczne problemy techniczne podkopują pozytywne aspekty gry, potęgując też problemy opisane przez recenzujących inne wydania. Greg Sewart z „Electronic Gaming Monthly” stwierdził, że gra niedomaga pod wieloma względami, a techniczne niedopracowanie wersji dreamcastowej sprawia, że jest ona jeszcze gorsza. Według Brandona Justice’a z IGN-u, gra w wersji na Dreamcasta jako całość jest słaba, a za najgorszy jej element uznał powolną i niezdarną rozgrywkę. Christopher Breen z „Macworld” ocenił port na Mac OS-a na , uznając The Last Revelation za „godną kontynuację potężnej już marki”.
W Wielkiej Brytanii The Last Revelation przez dwa miesiące znajdował się na liście najlepiej sprzedających się gier. Wydanie na Windowsa otrzymało od Entertainment and Leisure Software Publishers Association srebrne wyróżnienie, przyznawane za sprzedaż co najmniej stu tysięcy kopii, zaś wydanie na PlayStation otrzymało wyróżnienie platynowe, za sprzedaż ponad trzystu tysięcy. Do 2009 na całym świecie sprzedano ponad pięć milionów egzemplarzy, co przełożyło się na czwartą wówczas najlepiej sprzedającą się część serii.

## Kontynuacje
Z perspektywy czasu The Last Revelation uznawana jest za grę ogólnie dobrą i wartą uwagi, stanowiącą jednak początek końca serii tworzonej przez Core Design. Pomimo okoliczności, w jakich powstawała gra, producenci uważają ją za jedną ze swoich ulubionych odsłon. Pomimo tego, że twórcy postanowili uśmiercić Larę Croft, Eidos nalegał na kontynuowanie cyklu. Zespół produkcyjny podzielił się na dwie grupy pracujące nad osobnymi projektami. Weterani serii, w tym wiele osób pracujących przy The Last Revelation, opracowali jej bezpośrednią kontynuację, Tomb Raider: Chronicles, mającą stanowić pożegnanie z dotychczasowym silnikiem i projektem rozgrywki. Chronicles trafiło do sprzedaży w 2000 na PlayStation, Windowsa i Dreamcasta, a rok później na Mac OS-a.
Nowy zespół powstały wewnątrz Core Design rozpoczął prace nad Tomb Raider: The Angel of Darkness, przeznaczoną na PlayStation 2 odsłoną, której celem miało być wymyślenie serii na nowo. Podczas trzyletniego cyklu produkcyjnego zespół napotkał na liczne problemy i trudności, w tym chociażby konieczność fabularnego uzasadnienia, w jaki sposób Lara przeżyła w finale The Last Revelation. Gra, wydana w 2003 roku, spotkała się z chłodnym, w najlepszym razie mieszanym przyjęciem ze strony recenzentów, wobec czego Eidos odsunął Core Design od serii Tomb Raider, prace nad nią przekazując innemu swojemu studiu – Crystal Dynamics. Fabularnie The Last Revelation, Chronicles i The Angel of Darkness stanowią luźno powiązaną ze sobą trylogię.

## Tomb Raider IV–VI Remastered
W 2024 roku zapowiedziano, że The Last Revelation wraz z Chronicles i The Angel of Darkness zostanie wydana w odnowionej wersji. Zremasterowane wersje gier odróżniają się od oryginałów głównie ulepszoną grafiką oraz możliwością włączenia współczesnego sterowania. Za produkcję remastera odpowiada Aspyr, który uprzednio opracował też kompilację Tomb Raider I–III Remastered. Premierę pakietu Tomb Raider IV–VI Remastered zaplanowano na luty 2025 roku.